# سراي (مبنى)

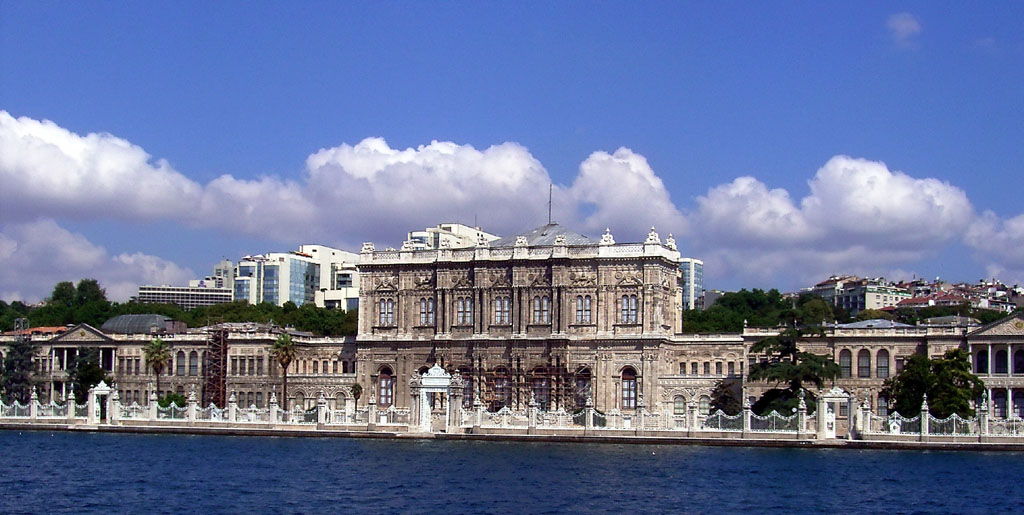
سراي طولمة باغجة

السراي أو السرايا كلمة تركية ذات أصل فارسي (سرای) تعني "القصر". شاعت التسمية في بلاد الشام العراق ومصر لتشير إلى المحلات أو الأحياء السكنية التي كانت تقع فيها القصور الحكومية لفترة الحكم العثماني ثم الأوربي الاستعماري. منها حي السراي في مدينة عفك مثلا. وبها كان يسكن الحريم والعشيرة للحاكم العثماني، بخلاف السلاملك التي كان يستقبل بها الضيوف من الرجال.

## معرض صور

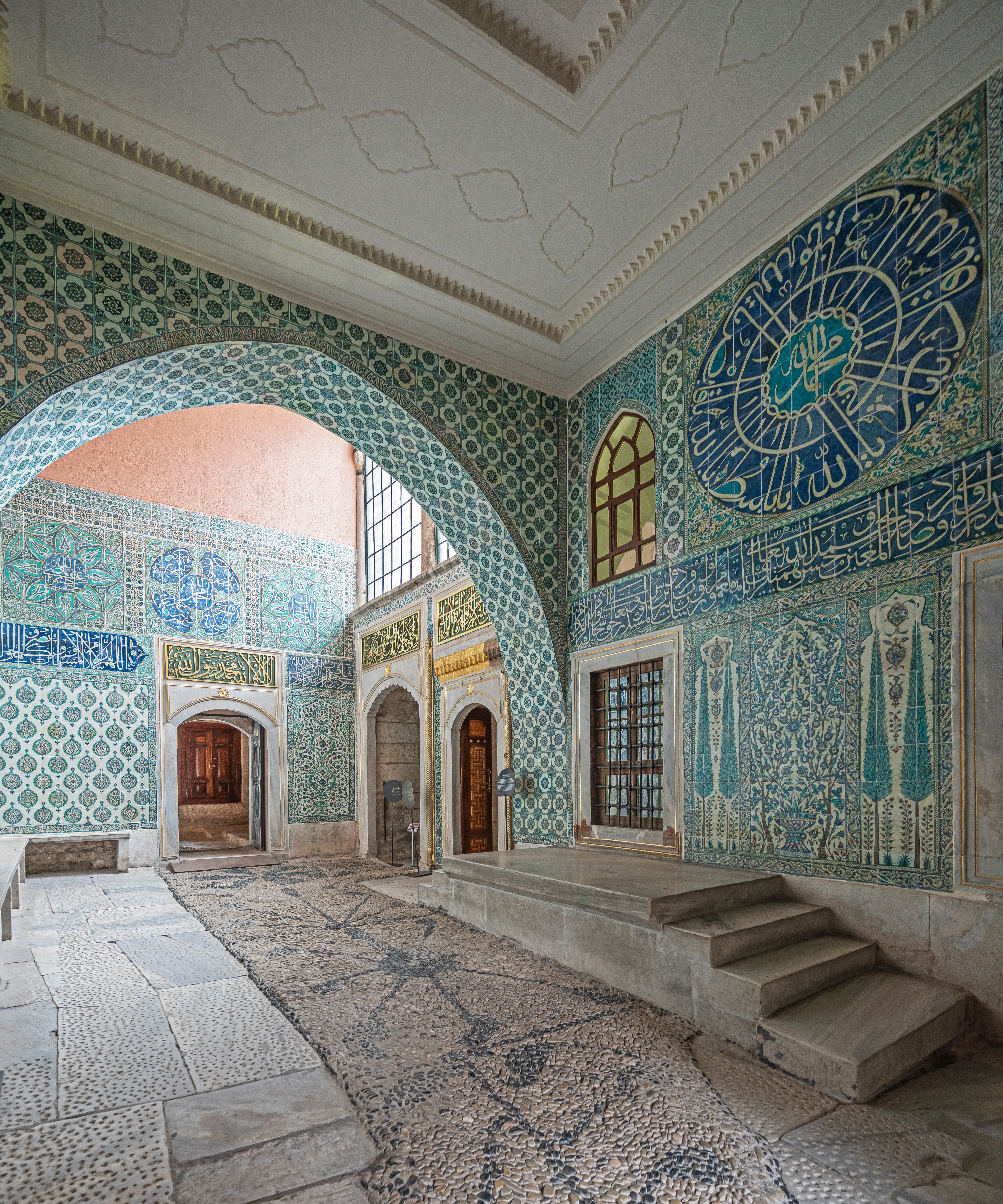
قاعة في سراي (قصر طوب قابي)، إسطنبول
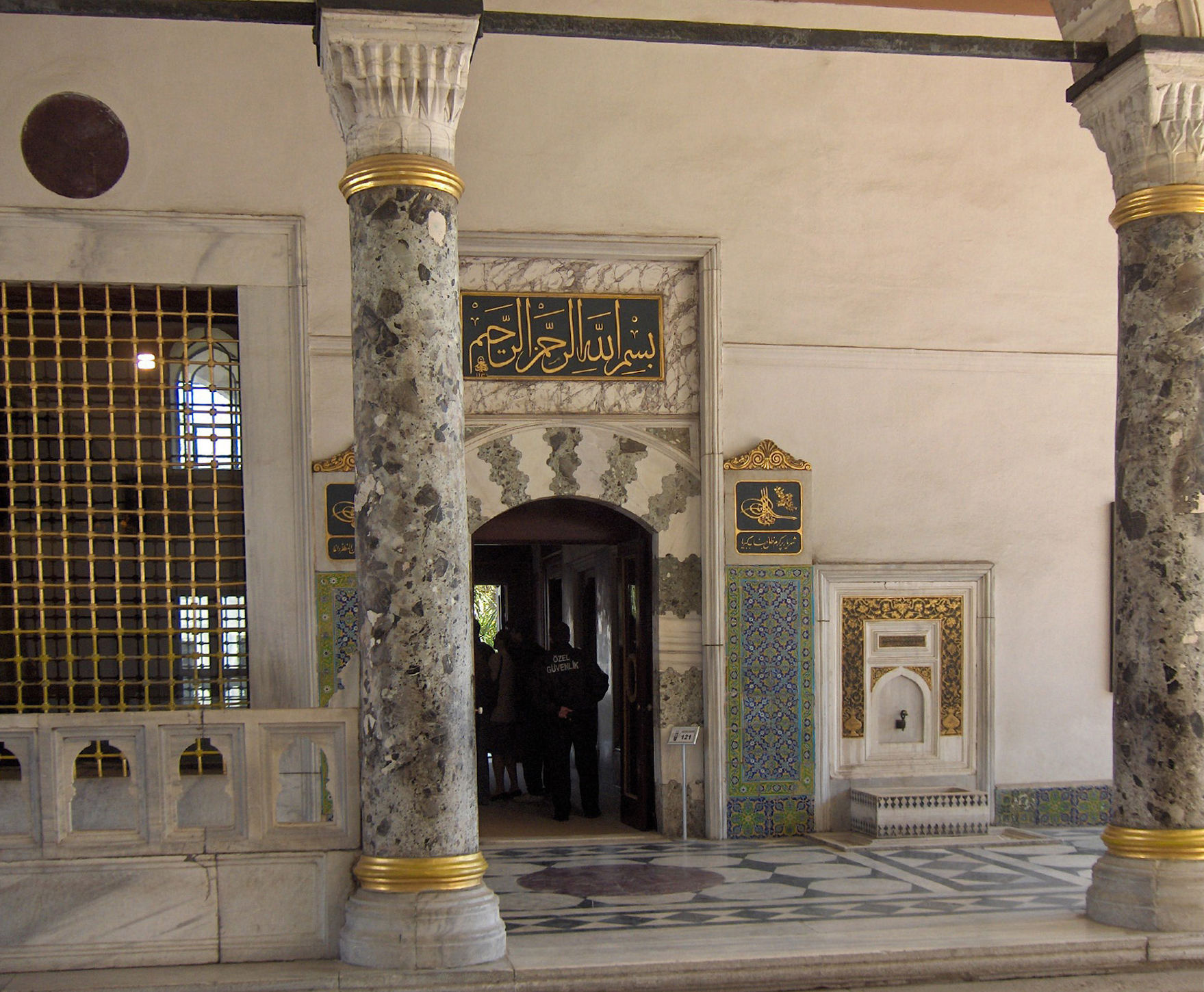
إحدى غرف السراي.
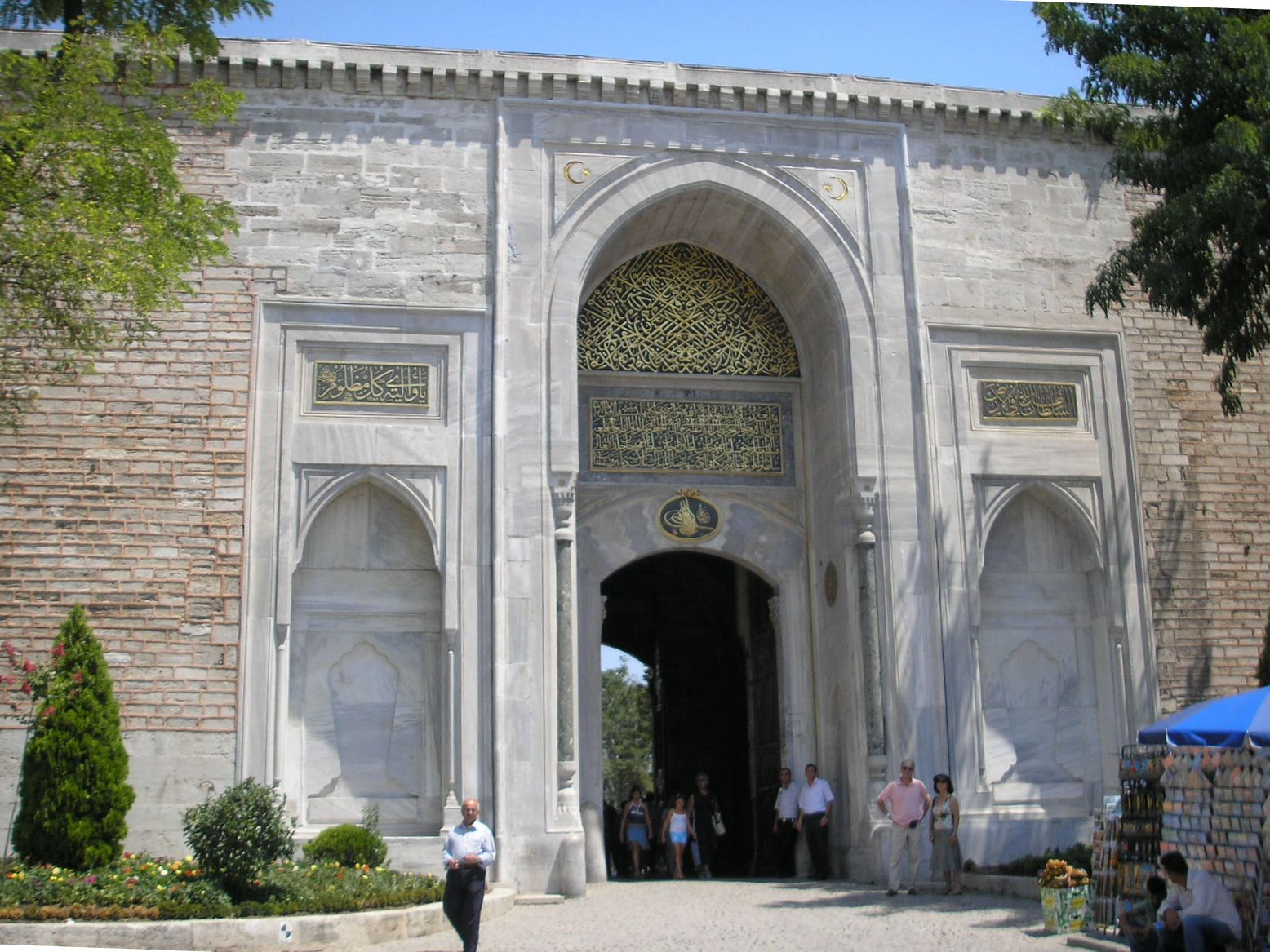
مدخل قصر طوب قابي، إسطنبول، والذي يتضمن سراي.
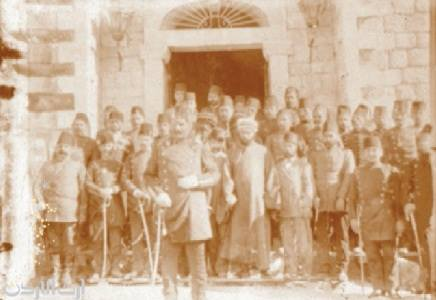
الضباط العثمانيون أمام الكرك سراي في 1910، بعد ثورة الكرك، العراق
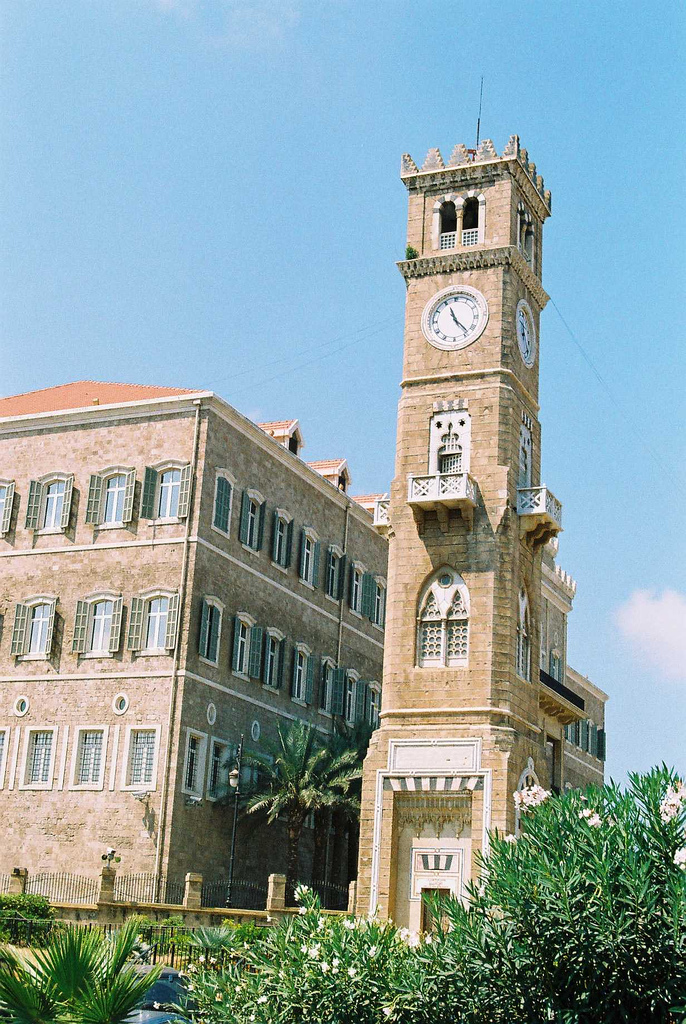
السراي الكبير، لبنان
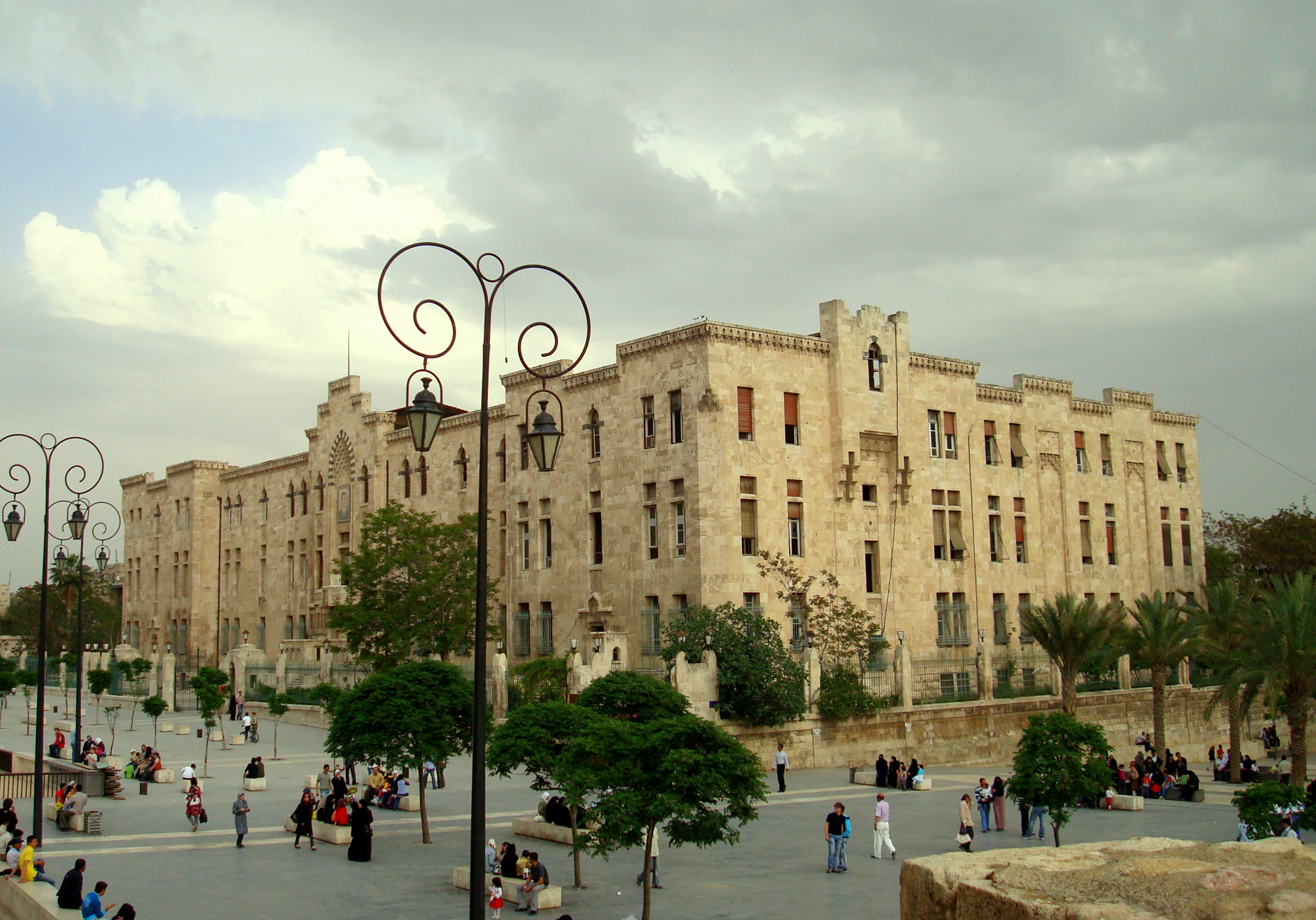
السراي الكبير، سوريا
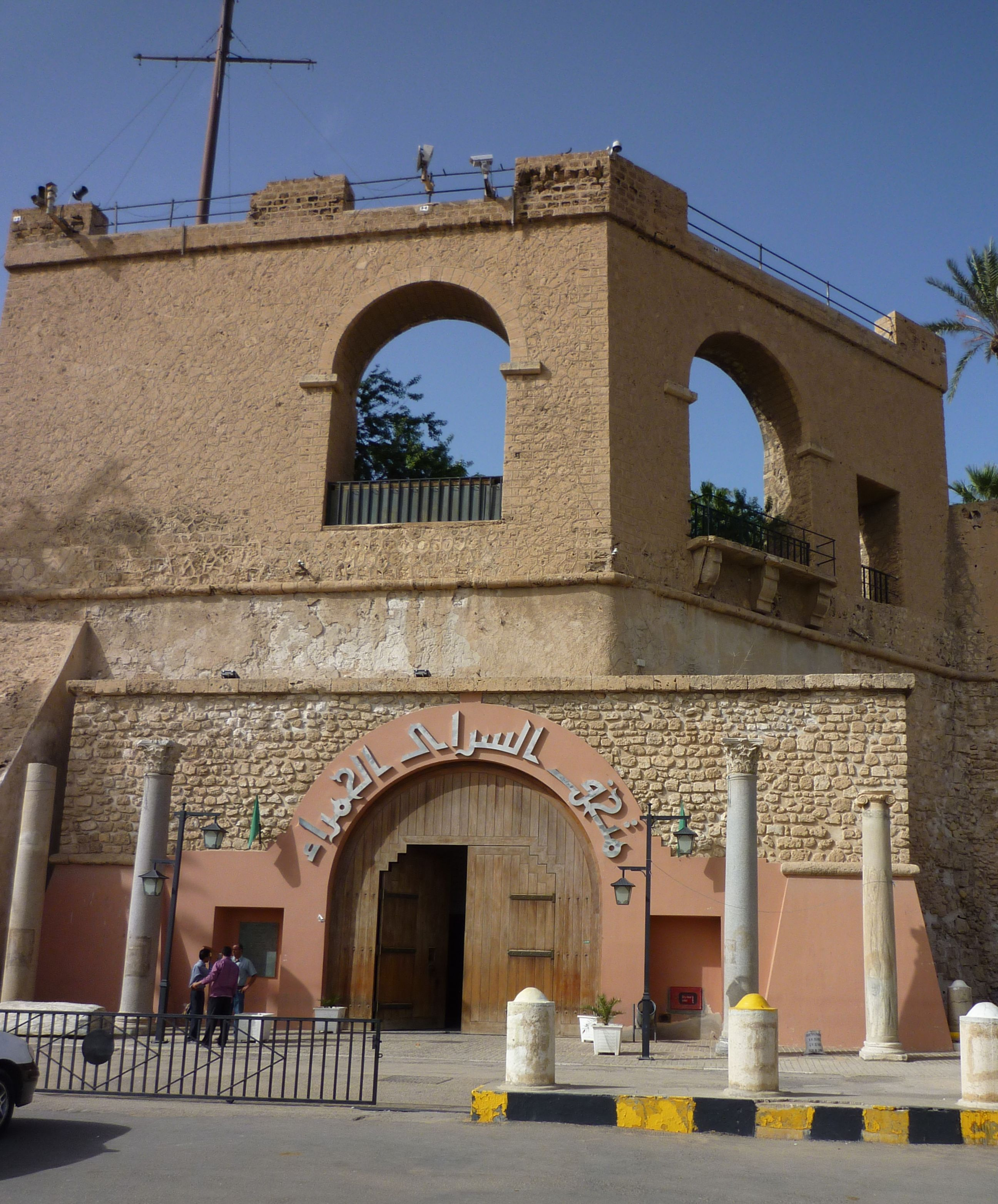
السراي الحمراء، ليبيا
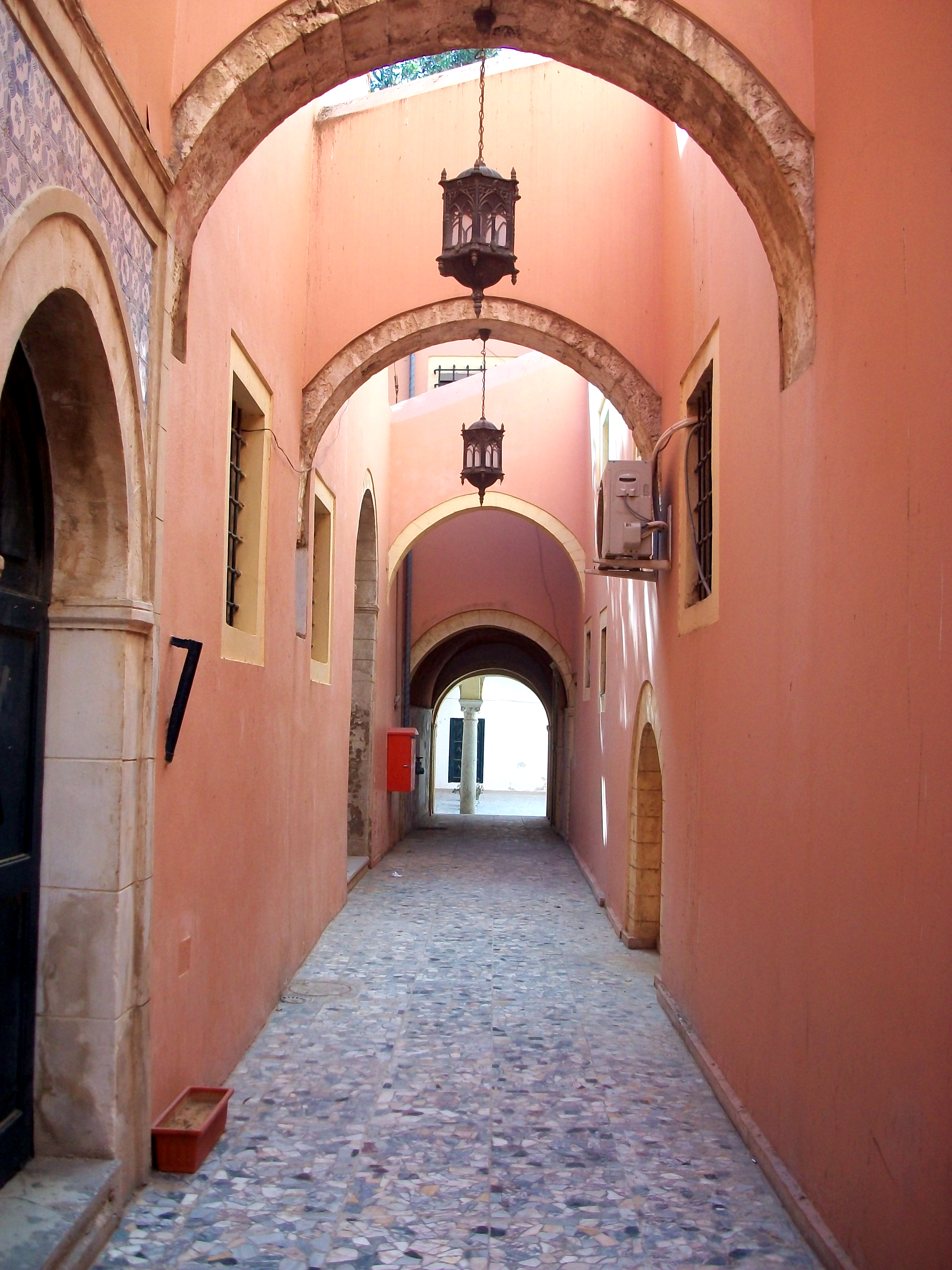
السراي الحمراء طرابلس ليبيا.
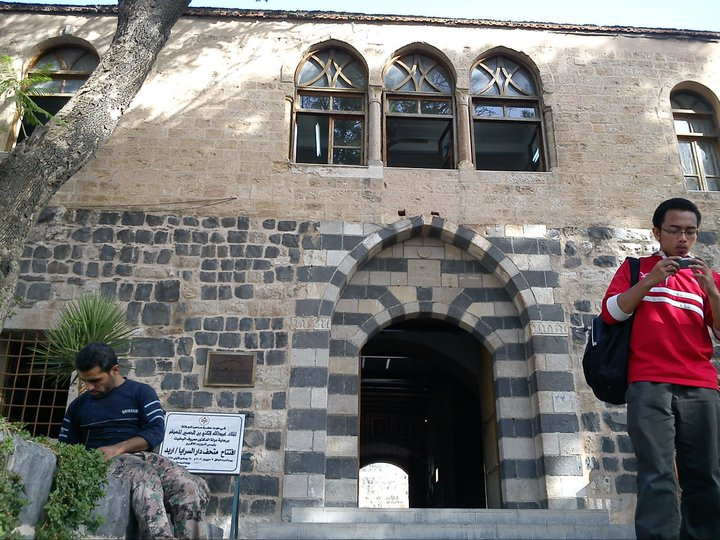
متحف دار السرايا بإربد الأردن.

## لوحات فنية

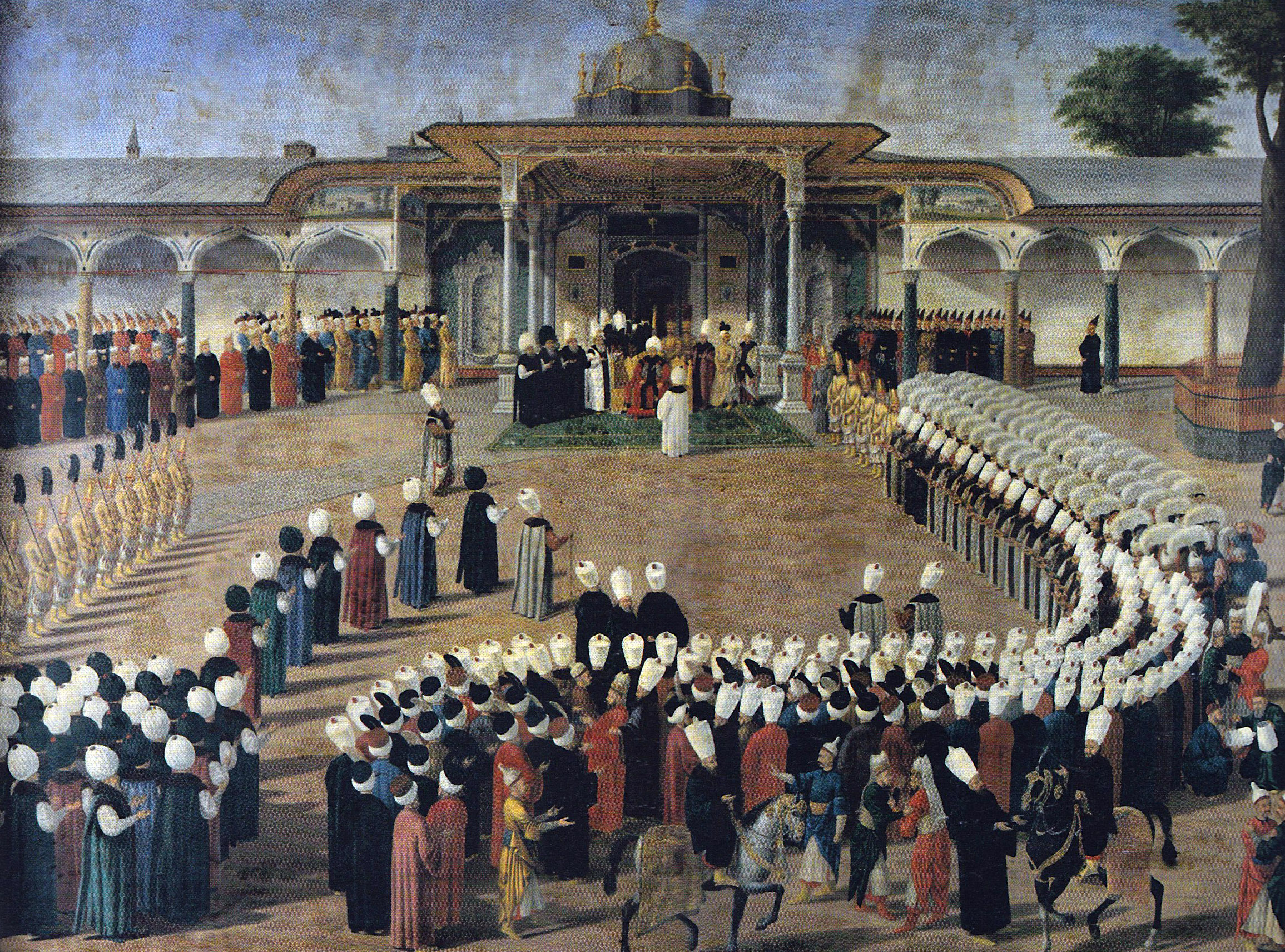
السلطان سليم الثالث يعقد لقاءً أمام بوابة السعادة، بريشة Konstantin Kapıdağlı، قصر طوب قابي
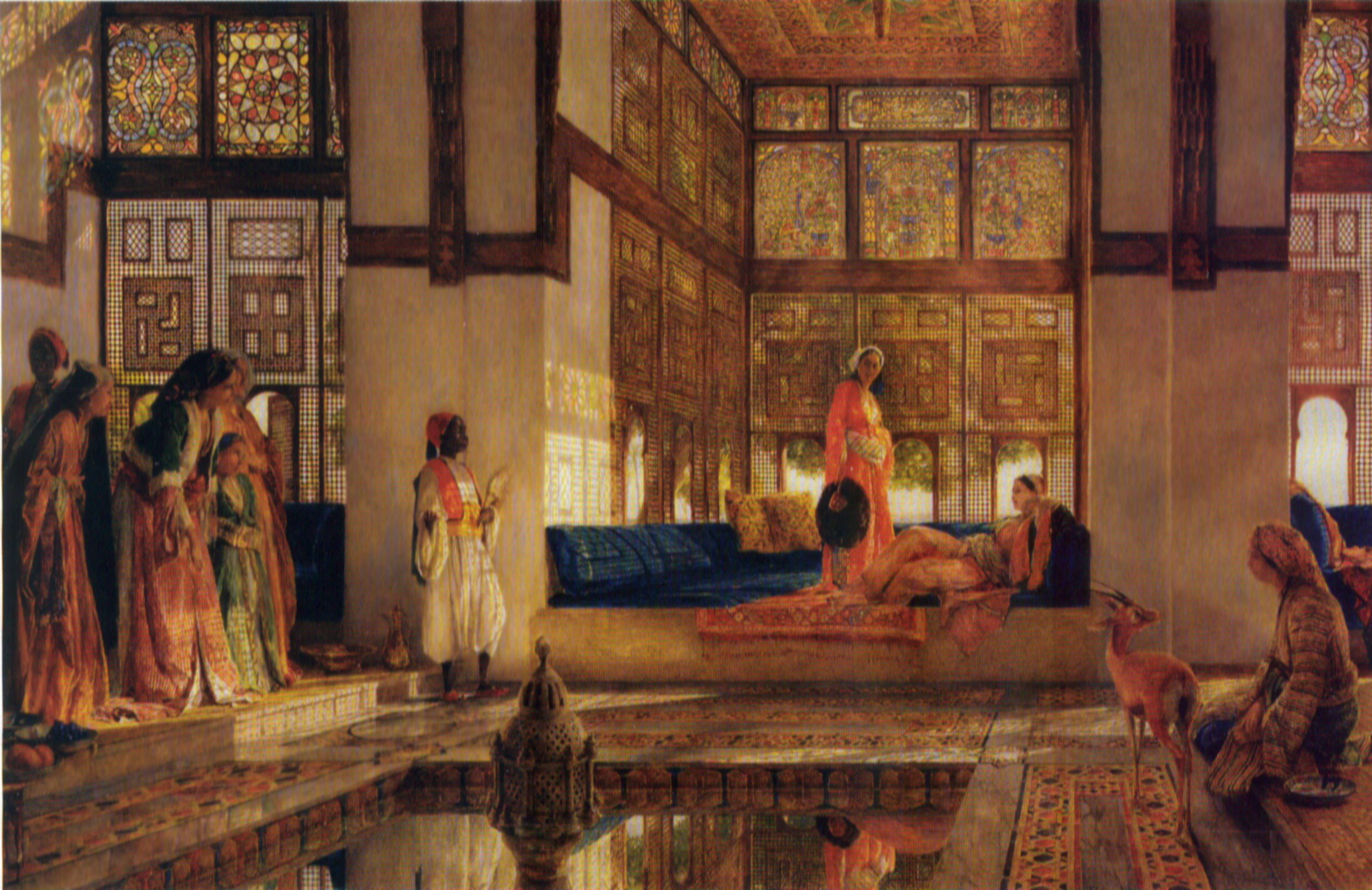
رسم توضيحي لمساكن النساء في السراي، بريشة جون فردريك لويس
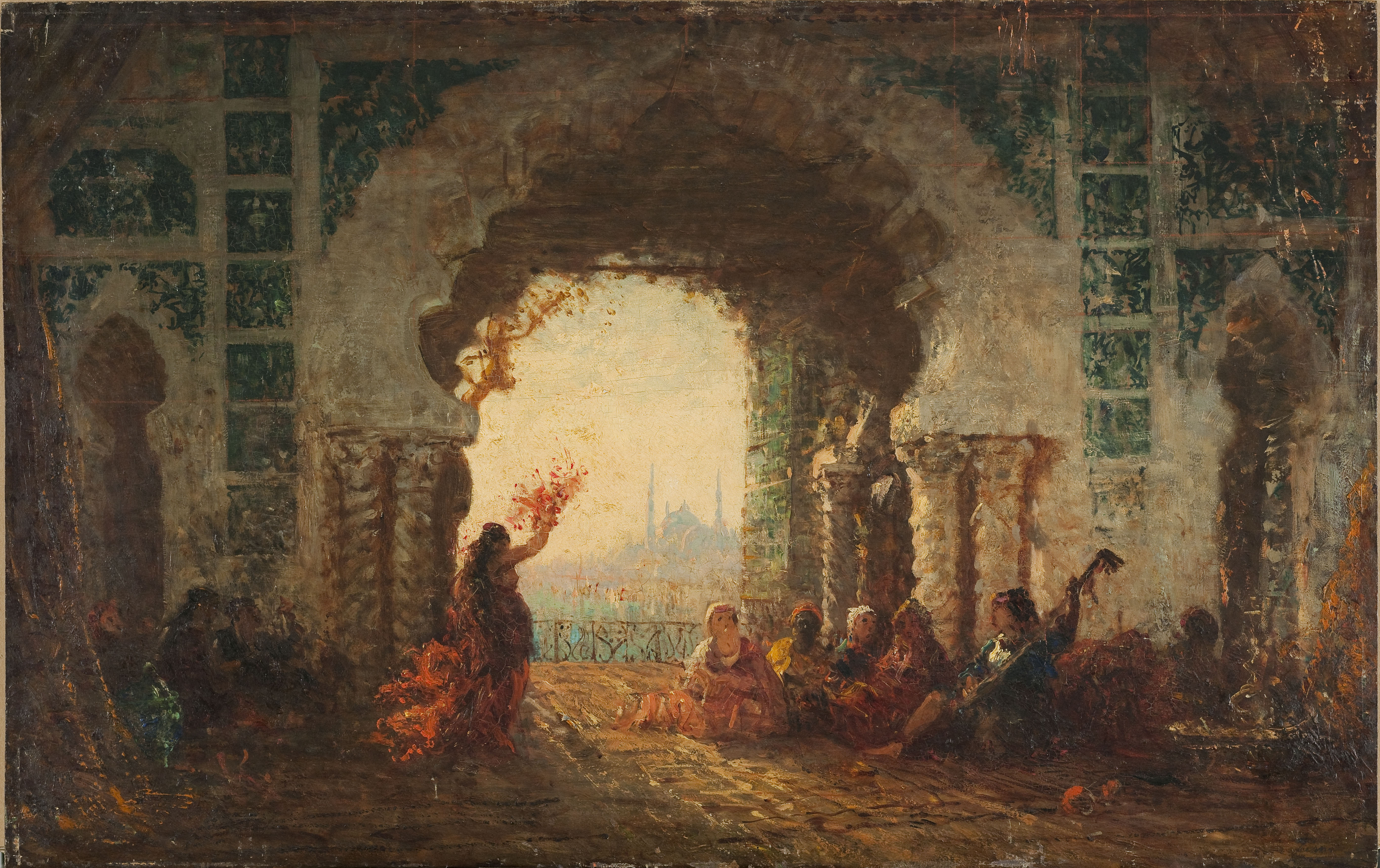
سراي في إسطنبول، رقصة العالمة Félix Ziem,1880-1900 القصر الصغير، باريس

## الملاحظات
1. ↑  «كانت هناك نظم السراي (أي اليلاط العثماني) حيث يمارس السلطان سلطاته»[3]